# 多头委陵菜
多头委陵菜（学名：Potentilla multiceps）是蔷薇科委陵菜属的植物，是中国的特有植物。分布于中国大陆的西藏、青海等地，生长于海拔4,000米至5,200米的地区，常生长在河滩和山坡，目前尚未由人工引种栽培。